# Adenanthos obovatus
Adenanthos obovatus é uma espécie de arbusto da família Proteaceae endêmica da Austrália Ocidental. Foi descrita cientificamente pelo botânico Jacques Labillardière em 1805.